# Max Rostal
Max Rostal (ur. 7 sierpnia 1906 w Cieszynie, zm. 6 sierpnia 1991 w Bernie) – światowej sławy skrzypek-wirtuoz i pedagog, zwany cieszyńskim Paganinim.
Pochodził z rodziny żydowskiego kupca. Na skrzypcach grał od 5 roku życia, pierwszy publiczny występ dał jako 6-letnie dziecko. Początkowo uczył się u prof. Henri A. Troucka, paryżanina, który w Cieszynie prowadził szkołę muzyczną i malarską, następnie w renomowanej szkole muzycznej Otokara Slawika i Michaela Pogrobińskiego. W 1913 jako „cudowne dziecko” zagrał dla samego cesarza Franciszka Józefa I. W tym samym roku przeniósł się do Wiednia, gdzie kształcił się najpierw w Schwarzwald-Schule, gdzie jego nauczycielem był Franz Suchy, następnie w Wyższej Szkole Muzycznej, w klasie prof. Arnolda Rosé. Następnie podjął studia w Berlinie, gdzie kształcił się w latach 1920-1923, najpierw u prof. Carla Flescha, a potem w Państwowej Wyższej Szkole Muzycznej.
W 1924 rozpoczął karierę zawodowego skrzypka, wygrywając cenione konkursy im. Felixa Mendelssohna oraz Jeana Sibeliusa. W tymże roku zdobył nagrodę miasta Berna. Liczne koncerty oraz nagrania płytowe dla najpoważniejszych europejskich i amerykańskich wytwórni płytowych ugruntowały pozycję Rostala jako wirtuoza skrzypiec, nazywanego „cieszyńskim Paganinim”. W 1930 został najmłodszym profesorem w berlińskiej Państwowej Wyższej Szkole Muzycznej, jednak po dojściu Hitlera do władzy opuścił Niemcy. Osiadł w Wielkiej Brytanii, gdzie w latach 1944-1958 był wykładowcą w renomowanej Guildhall School of Music and Drama w Londynie. Cały czas koncertował po całym świecie, po roku 1952 także w Niemczech. W 1958 jako członek jury Międzynarodowego Konkursu Skrzypcowego im. Henryka Wieniawskiego przebywał w Polsce, dając koncerty w Warszawie i Krakowie. Odwiedził też po raz pierwszy i ostatni Cieszyn – swoje rodzinne miasto. W tym samym roku Max Rostal przeniósł się na stałe do Szwajcarii, gdzie objął mistrzowską klasę skrzypiec konserwatorium w Bernie. Był też profesorem Państwowej Wyższej Szkole Muzycznej w Kolonii. Wychował kilka pokoleń znakomitych muzyków (m.in. członków Amadeus Quartet), a w 1971 założył (wraz z Yehudim Menuhinem oraz Siegfriedem Palmem) międzynarodowe stowarzyszenie nauczycieli gry na skrzypcach (European String Teachers Association). Pod koniec życia Max Rostal ufundował konkurs skrzypcowy swojego imienia (Max Rostal Competition), którego pierwsza edycja odbyła się w 1991 w Bernie. Fundator nie doczekał jednak rozstrzygnięcia konkursu – zmarł w drugim dniu jego trwania, w przeddzień swoich 86. urodzin.